# Callanish
Callanish (skotsk gaeliska: Calanais) är en by på Isle of Lewis i Lewis and Harris, Yttre Hebriderna, Skottland. Byn är belägen 21 km från Stornoway. Orten har 124 invånare (1971). Callanish stående stenar finns i närheten.